# Jean-Marc Gaudreault
Pour les articles homonymes, voir Gaudreault.
Jean-Marc Gaudreault naît en 1943 à Saint-Joseph d’Alma et décède à Trois-Rivières le 15 octobre 2012 à l’âge de 69 ans. C’est un peintre québécois qui a vécu à Trois-Rivières. Il est connu et reconnu comme le grand peintre des rues de Trois-Rivières. Il a fait de cette ville, sa muse, son intarissable source d’inspiration. Ses représentations de Trois-Rivières sont devenues de véritables icônes de la ville elle-même. Influencé par le peintre Raymond Lasnier, il a lui-même inspiré un grand nombre d'artistes trifluviens. Il a aussi fait sa marque comme animateur culturel avec ses réalisations comme la Galerie Hébert-Gaudreault et La Planque à Godro où musiciens, peintres, poètes se produisaient.

## Biographie

### 1943-1964
Jean-Marc Gaudreault naît en 1943 à Saint-Joseph d’Alma sur les bords du lac Saint-Jean. Il est le fils d’un tailleur de pierres Donat Gaudreault (1907-03-01/1982-10-27) et de Jeannette Aubé (1911-05-14/2005-08-24,). Dès 1950, la famille avec ses dix enfants, déménage à Trois-Rivières. Jean-Marc Gaudreault va à l’école du quartier Sainte-Marguerite et, de 1953 à 1956, il fait partie de la manécanterie des Petits chanteurs de Trois-Rivières. Comme cette chorale est excellente et une des plus connues du Québec, elle fait régulièrement des tournées et c’est ainsi que Gaudreault, dès son bas âge, visite non seulement tout le Québec, les Maritimes et l’Ouest canadien, mais il va aussi à Boston, New York et en Angleterre,. Et tous ses Noëls de cette période, il les passe à chanter à l’Église Notre-Dame de Montréal.
Il fait son cours secondaire à l’Académie de La Salle de Trois-Rivières. En 1960, alors qu’il est en onzième année, il participe au concours de dessin de la section locale de la Légion canadienne : comme il n’a pas d’argent, il utilise un panneau publicitaire de 7 Up et fait son dessin au verso. Il obtient le premier prix de ce concours,. C’est à ce moment qu’il rencontre Raymond Lasnier avec qui il se lie d’amitié.
Il dessine constamment et aurait pu faire l’École des beaux-arts, mais comme sa famille n’a pas d’argent pour l’y envoyer il devient autodidacte. Il gagne sa vie comme cuisinier. « Il a notamment été chef dans un des meilleurs restaurants trifluviens d’une certaine époque, le Roussillon, sans jamais abandonner peinture et gravure, ses deux plus grands amis ».

### 1964-1969
En 1964 — il a 21 ans —, il ouvre sa propre boîte à chansons La Planque à Godro. Véritable lieu d’avant-garde, cet endroit devient rapidement une place de rencontre pour les musiciens, les chansonniers, les acteurs, les poètes et les peintres. Comme Gaudreault est amateur de jazz, La Planque reçoit énormément de musiciens de jazz. Elle reçoit aussi des chansonniers, comme Claude Gauthier, Renée Claude, les Alexandrins. Le peintre Raymond Lasnier y est sept jours par semaine, y donne des conférences et des cours de peinture. C’est aussi une salle d’exposition pour les artistes visuels : comme pour le peintre Marcel Ravary et le sculpteur Pierre Landry. La Planque est véritablement un centre culturel. C’est à cette époque que Gaudreault s’initie pour de bon à la peinture, aux côtés d’artistes renommés comme Stelio Sole, Marcel Bellerive et Raymond Lasnier. En 1968, il participe à une exposition collective au restaurant Le Carignan, de l’édifice Pollack et la même année il remporte le premier prix du Salon des Arts de l’exposition de Trois-Rivières. À la suite de ce prix, plusieurs personnes font pression sur l’artiste pour qu’il fasse une exposition monographique. La Planque ferme définitivement ses portes en 1969.
Après un voyage à New York pour rencontrer d’autres peintres et voir où en est la peinture américaine, le 27 mai 1969, il fait sa première exposition solo à la galerie Jacques-Lacroix de Chicoutimi où il présente vingt-cinq toiles abstraites. Il devient le premier disciple de Raymond Lasnier à exposer seul. En décembre de la même année, il crée des décors pour Au rendez-vous d'Elnico, une pièce originale de Jean Laprise, jouée au Théâtre Point-Virgule. Côté peinture, il se tourne de plus en plus vers le figuratif.

### 1969-1999
Pendant plusieurs années, il expose ses peintures un peu partout et il continue à travailler comme cuisinier pour subvenir à ses besoins. Il expose, entre autres, au centre culturel de Trois-Rivières, à la galerie La Cour à Québec, ainsi qu’à la Galerie Les Artisans à Montréal en 1975. La même année, il reçoit une mention au concours régional C.I.L..
En décembre 1977, Gaudreault ouvre la galerie Hébert-Gaudreault rue René à Trois-Rivières : on y donne des cours de dessin et de peinture et on y présente des expositions. Gaudreault veut briser le côté commercial des galeries conventionnelles et du marché de l’art.
Il souhaite aussi créer un endroit « où se rencontrent et se manifestent les peintres, sculpteurs, graveurs, musiciens et poètes ». La galerie présente deux expositions aux quinze jours, dont celles d’Albert Dumouchel, de Georges St-Pierre (peintre), de Raymond Corriveau (photographe), de Louise Desaulniers (batikière), de Stelio Sole (peintre). Parmi les spectacles présentés, il y a ceux des poètes Yves Boisvert et de Guy Marchamps (poète).
En août 1978, l’exposition Les Ursulines de Jean-Marc Gaudreault est présentée à la place Royale de Québec. Dans les années qui suivent, il expose régulièrement à sa propre galerie Hébert-Gaudreault et à de nombreux autres endroits.
En 1981, l’année suivante, il fait partie de la distribution de l’émission culturelle La Bête à sept têtes de Télé-Québec. En 1985, Gaudreault est le premier à accepter « … que le Festival de poésie de Trois-Rivières inscrive deux vers sur son mur extérieur ». L’année suivante, il met de côté ses pinceaux. En août 1987, il reçoit un hommage particulier. En effet, il fait partie de l’exposition de groupes d’artistes régionaux, nationaux et étrangers à la Galerie du parc, exposition soulignant le quinzième anniversaire de la galerie. Il apparaît aussi dans le catalogue de cette galerie soulignant dans cet anniversaire.
En 1988, la galerie Hébert-Gaudreault ferme définitivement ses portes et Gaudreault revient à la peinture. Il expose ses nouvelles toiles à son atelier de décembre 1988 à janvier 1989. Pendant plusieurs années il continue à exposer à différents endroits dont la Galerie Gala de Trois-Rivières, le café-bar Zénob, la galerie Le Tango de Québec. Puis, il disparaît temporairement de la vie publique.

### 1999-2012
En 1999, après neuf ans d’absence sur la scène publique, Gaudreault souligne ses quarante ans de vie artistique avec son exposition Quaviart. Toujours la même année, il reçoit le privilège de réaliser les neuf toiles qui seront remises aux lauréats des Grands Prix culturels de Trois-Rivières. Le 6 mai 2000, il reçoit le Grand Prix de la Culture Le Nouvelliste dans le cadre des Grands Prix culturels de Trois-Rivières pour souligner ses quarante ans de peinture autodidacte, il accepte le prix bien qu'il soit allergique aux honneurs.
En rémission d’un cancer dit « incurable », il lit beaucoup et il dira « C’est la poésie qui m’a sauvé... et quelques pilules ». Puis en 2009, il présente à la Maison de la culture de Trois-Rivières l’exposition Noces d’art soulignant ses cinquante ans de vie artistique. Le 11 juin de la même année, un autre hommage lui est rendu : les Ateliers Art Go et Pont de rue réalisent un vitrail au parc portuaire trifluvien. Sur ce vitrail, Gaudreault apparaît aux côtés du poète et éditeur Clément Marchand, la chanteuse Fabiola Toupin.
Au cours de l’année 2011, le quotidien Le Nouvelliste en partenariat avec Radio-Canada présente chaque semaine un Mauricien ou Centricois qui s’illustre dans son milieu dans sa section Tête d’affiche ; le 11 décembre 2011, Jean-Marc Gaudreault est la Tête d’affiche.
Le 10 octobre 2012, il reçoit l’hommage Arts excellence, décerné par Culture Mauricie. De plus, un banc-œuvre à son nom est dévoilé au parc Champlain, dans le quartier hautement culturel, mais il ne peut se présenter, car il est hospitalisé depuis le 8 octobre.
Il décède le 15 octobre 2012 à l'âge de 69 ans.
Tout au cours de sa vie artistique, Jean-Marc Gaudreault a participé à de nombreuses expositions solos ou collectives un peu partout au Québec. Aujourd’hui, ses œuvres se retrouvent dans des collections privées et publiques au Québec, au Canada, aux États-Unis et en Europe.

## Son art et sa philosophie
À l’époque où Jean-Marc Gaudreault commence en peinture, ce domaine appartient surtout à la bourgeoisie alors que lui-même est fils d’ouvrier. Sa conscience sociale et ses prises de position tranchée sur l’art l’ont amené à geler le prix de ses toiles : « Le prix de mes œuvres n’a pratiquement pas changé depuis 40 ans. C’est une façon de respecter le consommateur, mais foncièrement, pour moi, c’est une question d’honnêteté et de liberté. Il a par contre pu compter sur quelques mécènes ». « J'ai aimé mieux gagner ma vie en travaillant comme cuisinier. Ça m'a permis de respecter ma peinture. De respecter « la » peinture. Je n'ai jamais été moulé. Le seul moule que j'ai eu, c'est dans mon métier de cuisinier : le moule à gâteau », lance-t-il à la blague.
À ses débuts, il est influencé par le peintre Raymond Lasnier. Il a lui-même influencé de nombreux artistes trifluviens.
Après sa période abstraite à ses débuts, il se tourne vers le réalisme (ou semi-réalisme). Ill peint la ville de Trois-Rivières dont la rue des Ursulines, la cathédrale, le manoir de Tonnancour. Il peint aussi des édifices des environs comme le moulin de Pointe-du- Lac, celui de Leclercville, le presbytère de Batiscan, la maison du peintre Rodolphe Duguay ainsi que des granges pittoresques de notre campagne. Il dit : « Artistiquement, je la représente dans ma palette de couleurs personnelles qui sont les couleurs de la terre, de la vie.
Son travail a largement dépassé la peinture, il a marqué Trois-Rivières comme animateur culturel : en effet, par ses initiatives comme La Planque à Godro et la Galerie Hébert-Gaudreault, il a donné des endroits où les jeunes et moins jeunes — artistes ou non — ont pu côtoyer l’art sous toutes ses formes.

## Honneurs et prix
- 1960 : premier prix au concours de dessin de la section locale de la Légion canadienne.
- 1968 : premier prix en peinture pour sa peinture Clayre au salon des Arts de l’Exposition régionale de Trois-Rivières.
- 1975 : mention au concours régional C.I.L.
- 1984 : fait partie du groupes d’artistes régionaux, nationaux et étrangers dont les œuvres sont exposées à l’exposition soulignant le quinzième anniversaire de la Galerie du parc.
- 1999 : il réalise les neuf toiles remises aux lauréats des Grands Prix culturels de Trois-Rivières.
- 2000 : Grand Prix de la Culture Le Nouvelliste dans le cadre des Grands Prix culturels de Trois-Rivières.
- 2009 : les Ateliers Art Go et Pont de rue réalisent un vitrail où apparaît Jean-Marc Gaudreault aux côtés du poète et éditeur Clément Marchand et de la chanteuse Fabiola Toupin.
- 2011 : Tête d’affiche du quotidien Le Nouvelliste
- 2012 : prix hommage Arts excellence, décerné par Culture Mauricie.
- 2012 : un banc-œuvre à son nom est dévoilé au parc Champlain de Trois-Rivières.

### Posthume
- 2012 : le Prix de la relève Godro est créé par la ville de Trois-Rivières.
- 2012 : honoré au Gala Arts Excellence de Shawinigan.
- 2022 : quatre grandes fresques sont affichées sur quatre résidences de la rue Saint-Paul de Trois-Rivières lui rendant hommage.

### Documentaires
- Denis Robert et Gilles Cayatte (ill. Fabrice Héron), Jean-Luc Lagardère, mortelle épopée, Nord-Ouest Documentaires et Nord-Ouest Films, coll. « Affaires d'État/Etranges affaires », Documentaliste audiovisuel diffusé la première fois sur France 3 le 15 juillet 2015
- Jean-Marc Gaudreault, peintre, un film de Gilles Roux, tourné en 2012, sorti en 2016, Canada.